# Adenská kultura

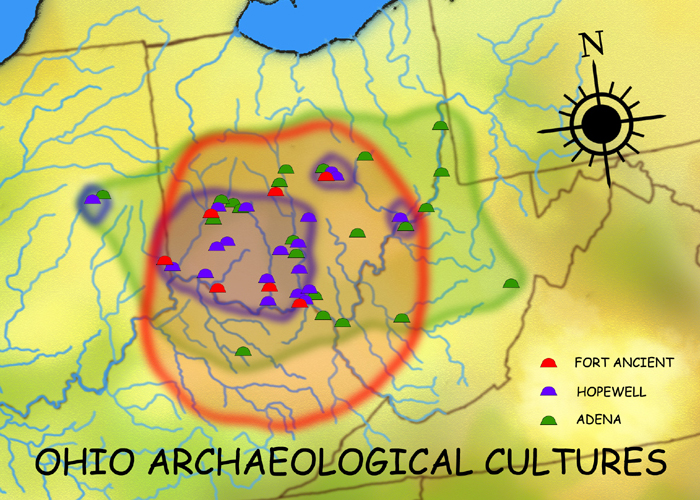
Mapa znázorňující archeologické kultury Ohia (zelená je adenská kultura)

Adenská kultura je předkolumbovská kultura původních obyvatel Ameriky, která existovala přibližně od roku 500 př. n. l. do roku 100 n. l., tedy v období známém jako rané lesní období. Pojem adenská kultura pravděpodobně označuje několik příbuzných společností původních Američanů, které sdílely pohřební komplex a ceremoniální systém. Tato kultura obývala oblast moderního státu Ohio, ale zasahovala i na území sousedních států, tedy do severního Kentucky, východní Indiany, Západní Virginie a částečně i do Pensylvánie.

## Význam
Adenská kultura byla pojmenována podle velké mohyly nacházející se na panství z počátku 19. století. Toto panství patřilo Thomasu Worthingtonovi a nacházelo se poblíž Chillicothe v Ohiu. Worthington jej nazval Adena.
Adenská kultura je nejznámější z několika podobných kultur z východní části Severní Ameriky, které na konci archaického období začaly stavět obřadní mohyly. Geografický rozsah lokalit spojených s adenskou kulturou je soustředěn ve středním a jižním Ohiu, s dalšími nalezišti v přilehlých oblastech sousedních států Indiana, Kentucky, Západní Virginie a Pensylvánie. Význam adenského komplexu spočívá v jeho výrazném vlivu na další soudobé kultury i kultury následující. Adenská kultura je považována za předchůdkyni hopewellské kultury, která je někdy vnímána jako rozvinutější či vrcholná fáze adenské kultury.
Lidé adenské kultury měli své charakteristické zemědělské praktiky, keramiku, umělecká díla a rozsáhlou obchodní síť. Ta jim zajišťovala různé suroviny od mědi z oblasti Velkých jezer až po mušle z pobřeží Mexického zálivu.

## Umění a náboženství

### Mohyly
Trvalé stopy po adenské kultuře jsou stále patrné ve zbytcích jejich významných zemních staveb. V minulosti existovaly stovky mohyl náležejících této kultuře, avšak do 21. století se dochovalo pouze malé množství větších mohyl. Tyto mohyly měly obvykle průměr od 6,1 do 91 metrů a sloužily jako pohřební stély, obřadní místa, historické památníky a možná i jako shromaždiště.
Mohyly byly stavěny pomocí stovek tisíc košů naplněných speciálně vybranou a roztříděnou zeminou. Archeologické výzkumy ukazují, že tyto zemní stavby byly často součástí pohřebních rituálů. Zemina pro stavbu mohyly byla navršena přímo na spálenou pohřební stavbu, která sloužila k dočasnému uložení zemřelých, dokud nebyl vykonán jejich konečný pohřeb.
Před samotnou stavbou mohyly byly na podlahu pohřební stavby umístěny různé užitkové předměty a pohřební dary. Tyto předměty spolu se zesnulými byly spáleny a poté zakryty novou vrstvou země. Často byla na vrchol nové mohyly postavena další pohřební stavba. Tento proces, zahrnující opakované vrstvení pohřebních staveb a mohyl, vedl ke vzniku výrazných zemních monumentů.
V pozdějším období adenské kultury byly kolem pohřebních mohyl někdy stavěny kruhové valy neznámého účelu.

#### Významné mohyly
- Adenská mohyla, která je typovým místem této kultury, je zapsána jako historická památka a leží poblíž Chillicothe v Ohiu
- Lokalita Biggs, také známá jako Portsmouthská skupina D, se nachází u řeky Ohio v Greenup County v Kentucky. Jde o soustředný kruhový val a příkop obklopující centrální kuželovitou pohřební mohylu. Val a příkop jsou propojeny náspem, který je přetíná. Lokalita je přímo spojena se zemními stavbami Portsmouth Earthworks, které leží na opačné straně řeky Ohio v Portsmouthu v Ohiu.[5]
- Crielská mohyla je vysoká 11 metrů a v průměru dosahuje 53 metrů. Je to kuželovitá stavba a druhá největší mohyla svého druhu v Západní Virginii. Nachází se v South Charlestonu v Západní Virginii. Výzkum na této lokalitě vedl P. W. Norris ze Smithsonova institutu. Jeho tým během vykopávek objevil četné kosterní pozůstatky spolu se zbraněmi a šperky.[6]
- Enonská mohyla je druhá největší kuželovitá pohřební mohyla v Ohiu, o které se předpokládá, že ji postavila adenská kultura.
- Mohyla Grave Creek s výškou 19 metrů a průměrem 73 metrů je kuželovitá pohřební mohyla, která je jednou z největších svého typu ve Spojených státech. Nachází se v Moundsville v Západní Virginii. V roce 1838 bylo při neodborných vykopávkách zničeno mnoho archeologických nálezů poté, co do ní několik laiků vyhloubilo tunel.[6][7]
- Miamisburkská mohyla, která dříve sloužila jako starověké pohřebiště, je nejvýznamnější památkou v Miamisburgu. Jedná se o největší kuželovitou pohřební mohylu v Ohiu, která se zachovala téměř v neporušeném stavu. Nachází se v městském parku a je historickou památkou Ohia i oblíbeným cílem výletů a pikniků pro rodiny z okolí. Návštěvníci mohou na vrchol mohyly vystoupat po kamenných schodech.
- Wolf Plains je skupina 30 staveb datovaných do pozdní adenské kultury. Mezi těmito stavbami je i 22 kuželovitých mohyl a 9 kruhových ohrad.[8] Nachází se několik mil severozápadně od města Athens v Ohiu.

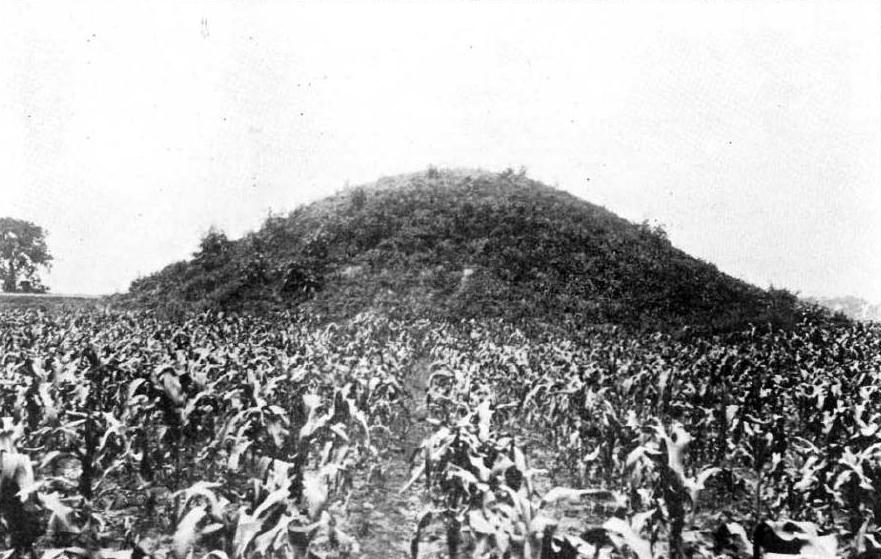
Adenská mohyla
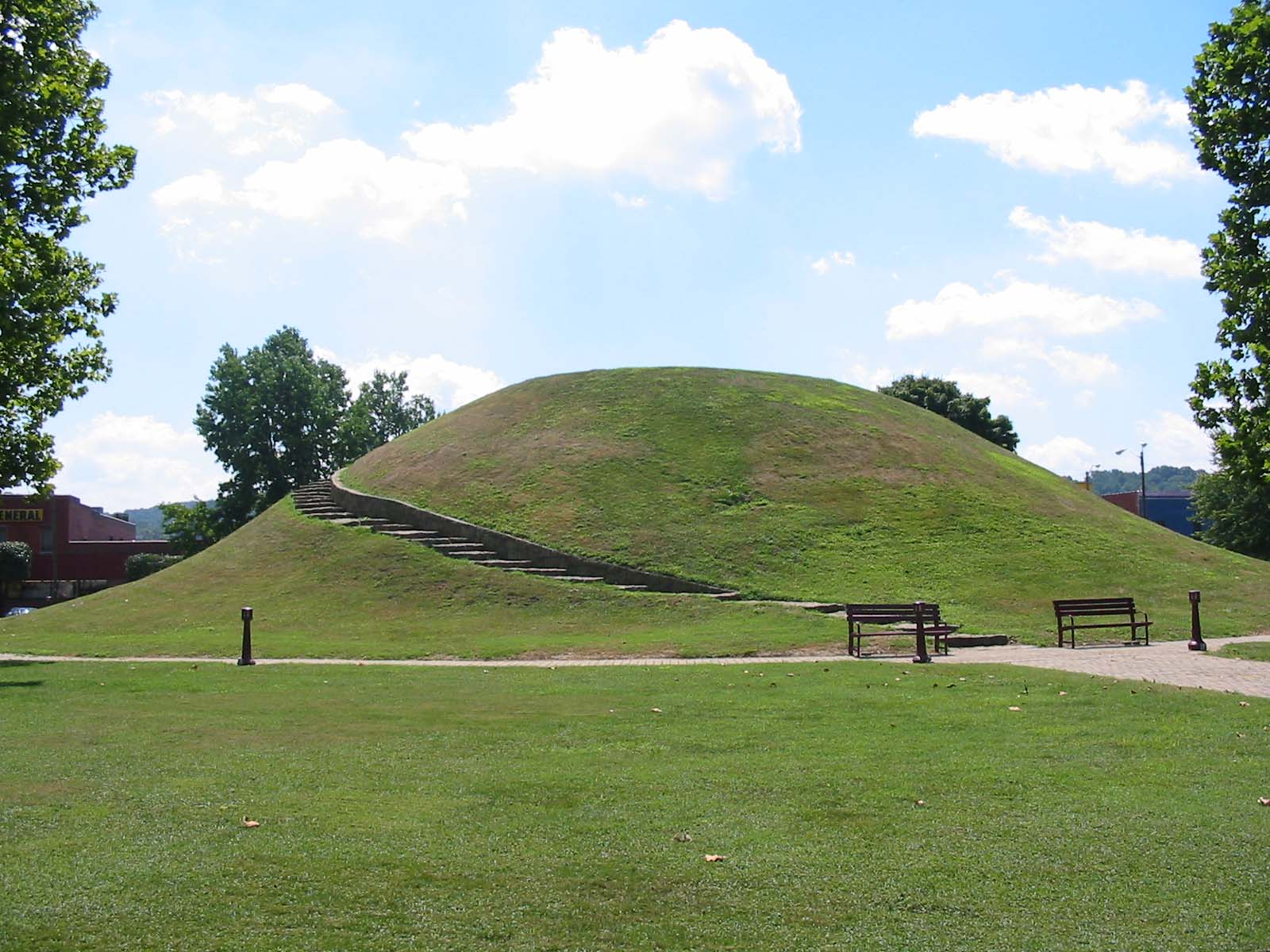
Crielská mohyla
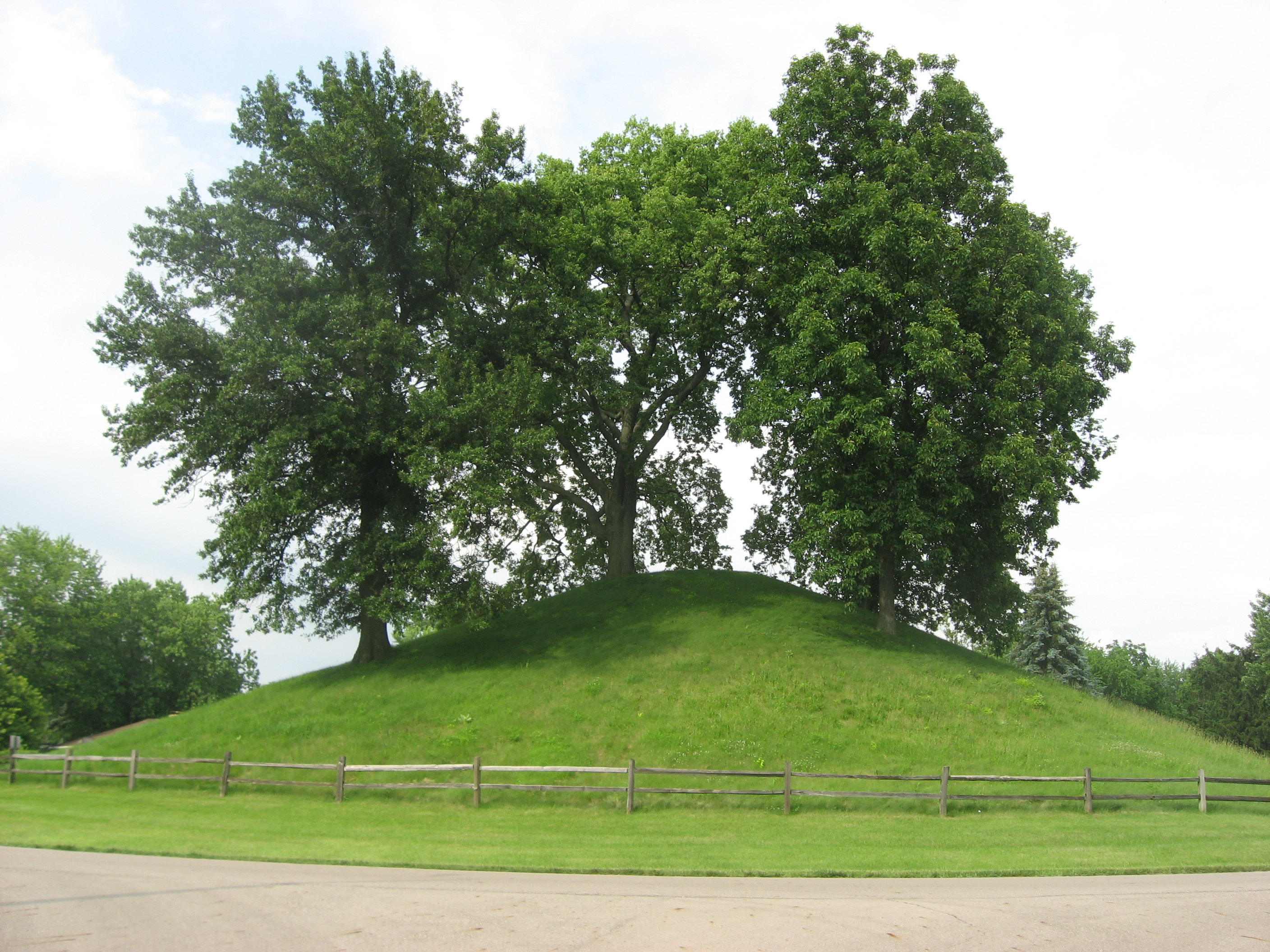
Enonská mohyla
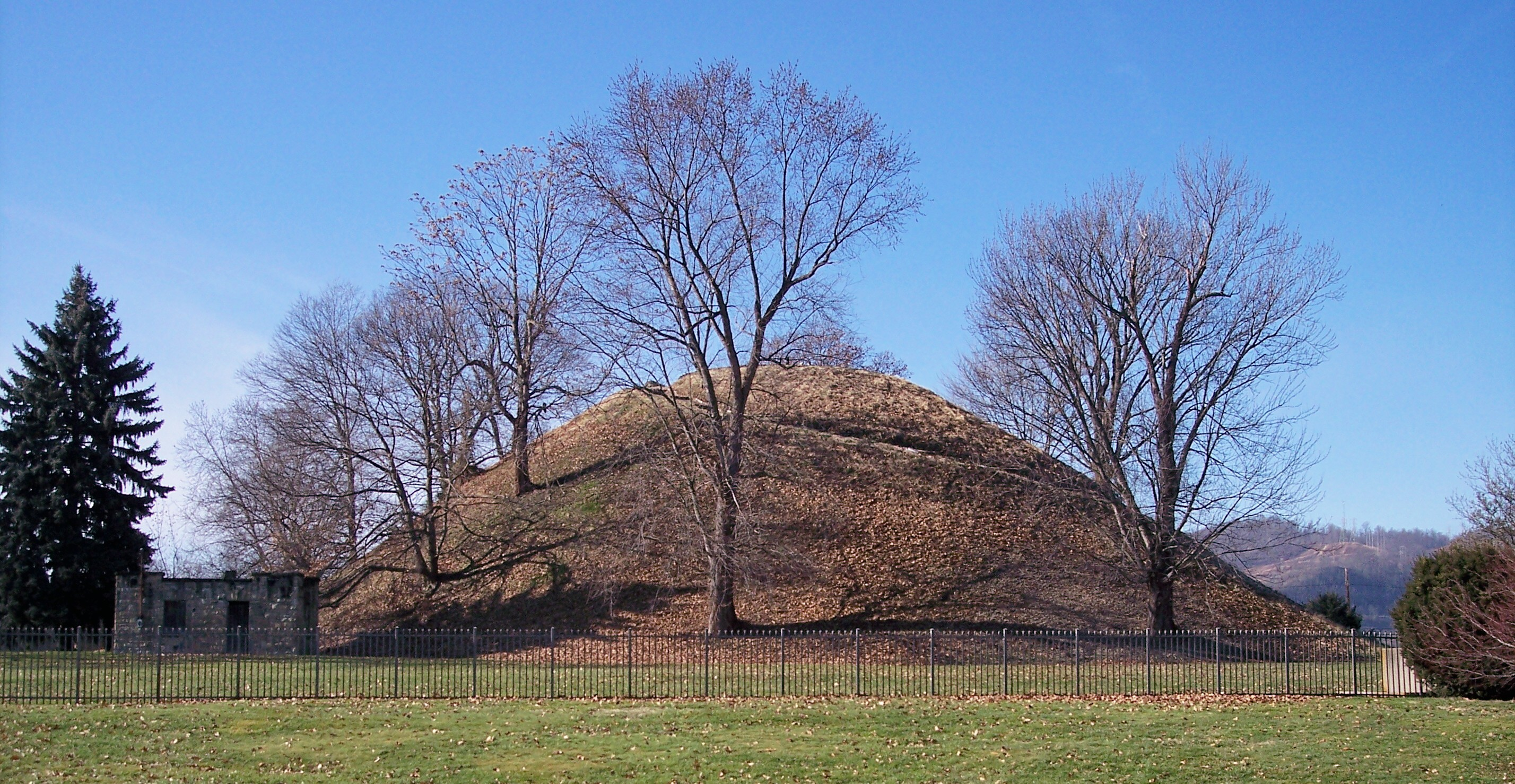
Mohyla Grave Creek
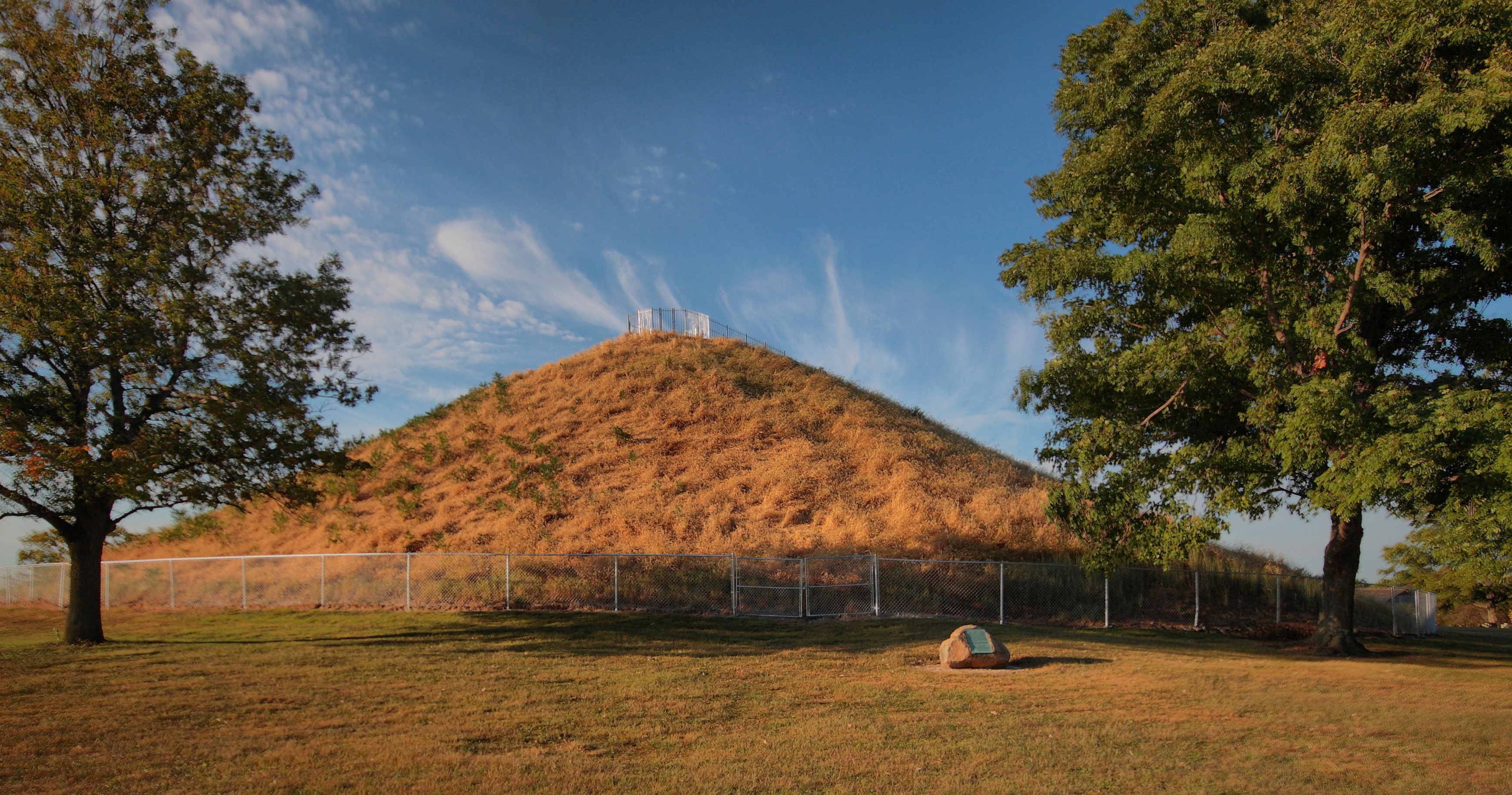
Miamisburkská mohyla

### Dřevěné kruhy

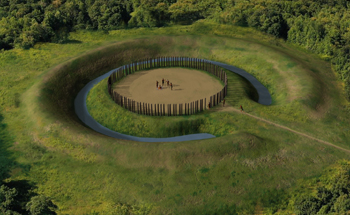
Umělecká rekonstrukce Mount Horeb Site 1

Stopy po sloupech z dřevěných kruhů byly nalezeny během archeologických výzkumů na lokalitách s příkopovými valy v oblasti Bluegrass v Kentucky a v přilehlých částech Ohia a Západní Virginie. Významný příklad objevil v roce 1939 archeolog William S. Webb během vykopávek lokality Mount Horeb Site 1 ve Fayette County v Kentucky. Webb zde odhalil kruh tvořený "párovými sloupy" uvnitř systému valů a příkopů. Kruh o průměru 14,8 metrů byl tvořen šedesáti dvěma sadami "párových" sloupů a osmi samostatnými sloupy.

### Kamenné destičky
Adenská kultura vyráběla malé kamenné destičky, obvykle o velikosti 10 až 13 cm na délku a 8 až 10 cm na šířku. Na jedné nebo obou stranách byly v hlubokém reliéfu vyřezané stylizované zoomorfní motivy nebo křivočaré geometrické vzory. Na některých destičkách byla nalezena barva, což vedlo archeology k domněnce, že tyto kamenné destičky mohly sloužit k otiskování vzorů na látky, zvířecí kůže nebo přímo na tělo. Je také možné, že se používaly k obkreslování vzorů pro tetování.

### Keramika
Na rozdíl od jiných kultur nebyla keramika adenské kultury pohřbívána s mrtvými ani se zpopelněnými ostatky, jak to bylo s jinými artefakty. Keramika byla obvykle tvrzena drceným hrubým štěrkem nebo vápencem a byla velmi silná. Její zdobení bylo většinou jednoduché, s otisky provazů nebo textilií, i když jeden typ nesl rytý vzor překrývajících se diamantů na povrchu.

## Každodenní život

### Nástroje

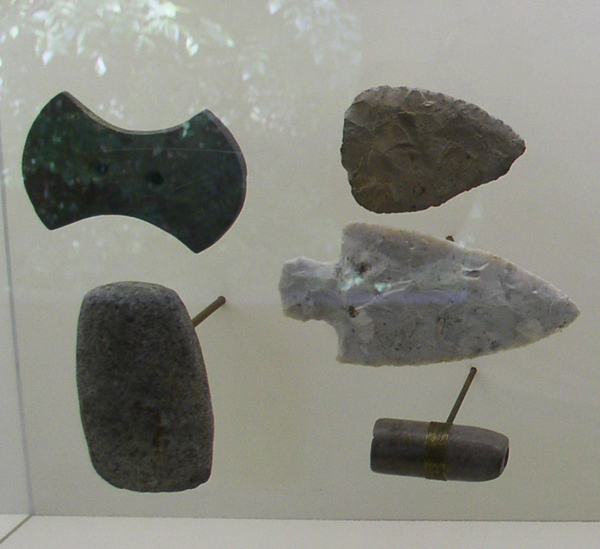
Kamenná industrie adenské kultury

Lidé patřící k adenské kultuře používali kamenné nástroje a sekery. Některé hrubší kameny ve tvaru desky s odštípnutými okraji pravděpodobně sloužily jako motyky. Kosti a parohy byly používány na malé nástroje, ale ještě více se uplatnily při výrobě ozdobných předmětů, jako byly korálky, hřebeny a vyřezávané ozdoby z čelistí zvířat. Lžíce, korálky a další předměty byly vyráběny i z lastur. Bylo nalezeno i několik měděných seker, ale kov byl především zpracováván kovářskou metodou na výrobu ozdobných předmětů, jako náramky, prsteny, korálky a přívěsky ve tvaru cívky.

### Osídlení
Velké a složité mohyly sloužily blízko ležícímu, avšak rozptýlenému, osídlení. Populace byla rozdělena do malých osad skládajících se z jedné až dvou staveb. Typický dům měl kruhový půdorys o průměru přibližně 5 až 14 metrů. Stěny byly tvořeny spárovanými sloupy nakloněnými směrem ven, které byly spojeny s dalšími kusy dřeva, aby vytvořily kuželovitou střechu. Střecha byla pokryta kůrou a stěny mohly být z kůry a/nebo z proutí.

### Zdroje potravy
Obživu si obstarávali sběrem a pěstováním původních rostlin. Sbírali jedlá semena, trávy a ořechy. Také lovili zvířata jako byl jelen, los, černý medvěd, sysel, bobr, dikobraz, divoká kachna či tetřev.